# Freddy Flores Knistoff
Freddy Flores Knistoff ( Viña del Mar, Chile, 14 de marzo de 1948). Pintor chileno de la corriente espectro-realista o neo-Cobra.

## Biografía

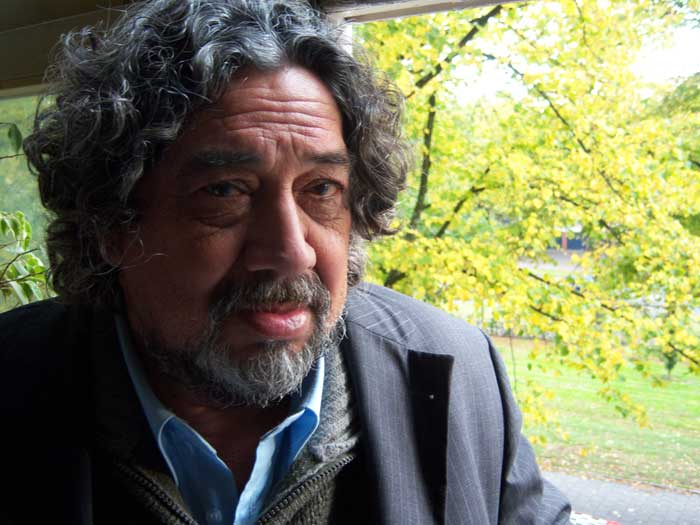
Freddy Flores Knistoff en 2009

Sus primeras obras las ejecuta en el espacio artístico que se desarrolla en el eje Valparaíso- Viña del Mar de fines de la década de los sesenta, cuando estudia en la Escuela de Bellas Artes de Viña del Mar. Posteriormente , entre los años 1964 a 1968, estudia en la Escuela de Artes Y Oficios de la, Universidad Federico Santa María de, Valparaíso; y de 1969 a 1975, cursa filosofía y literatura en el Instituto Pedagógico de la Universidad de Chile, en esa misma ciudad portuaria.
Durante esa época Flores Knistoff participa de la vida intelectual de Valparaíso y Viña del Mar, teniendo contacto permanente con poetas tales como, Juan Luis Martínez, Raúl Zurita, Sergio Badilla Castillo, Fernando Rodríguez y Eduardo Parra, entre otros.
En 1985, abrumado y decepcionado por la realidad chilena, abandona el país y se radica en Ámsterdam, Holanda, ciudad en la que todavía vive y desarrolla su obra.
En Holanda, junto al pintor holandés, Rik Lina, fundó en 1988, el grupo: Colectivo de pintura automática de Ámsterdam (Collective Automatic Painting of Ámsterdam).

## Exhibiciones
En los últimos años, Flores Knistoff, ha expuesto en el museo de Bochum. y en la Galería 13 de Hannover, en Alemania; en la Casa de la Cultura (Kulktur Hus) de Orkelljunga, en Suecia; en el Museo de Arte Moderno de Zielona Gora, en Polonia y también en Espacio U.V.A de París, y en el Estudio Im Hochhaus, de Berlín. 
Entre octubre y noviembre de 1997 participó en la exposición "Fases, Surrealismo e contemporaneidad, en el Museo de Arte Contemporáneo de la Universidad de San Pablo, en Brasil y al año siguiente, exhibió sus telas, en la Casa de los peregrinos, ( Maison des Pelgrims) de Bruselas, en Bélgica.
En el año 2000 tuvo varias exposiciones en Francia, una en el Centro cultural Noroit, en Arras y otra importante en la Chapelle des Calvairiennes, de la ciudad de Mayenne.	
Ese mismo año expuso en la Biblioteca Nacional (National Library) de Gales en el Reino Unido y en septiembre de 2002 en la prestigiosa galería, Takeo, de Tokio, en Japón.
- Datos: Q5868993